# Karvan Yevlax
Karvan Yevlax – azerski klub piłkarski z siedzibą w mieście Jewłach. Największym osiągnięciem klubu było drugie miejsce w lidze oraz finał Pucharu Azerbejdżanu w sezonie 2005/2006.

## Europejskie puchary
Legenda do wszystkich tabel:
- Q – runda eliminacyjna, 1/16, 1/8, 1/4, 1/2 – odpowiednia faza rozgrywek, Grupa – runda grupowa, 1r gr – pierwsza runda grupowa, 2r gr – druga runda grupowa, F – finał, R – runda, PO – play-off
- k. – rzuty karne, los. – losowanie, Dogr. – dogrywka, w. – zasada bramek strzelonych na wyjeździe

| Sezon   | Rozgrywki        | Runda | Przeciwnik     | Dom | Wyjazd | Ogólnie |
| ------- | ---------------- | ----- | -------------- | --- | ------ | ------- |
| 2005    | Puchar Intertoto | 1R    | Lech Poznań    | 1–2 | 0–2    | 1–4     |
| 2006/07 | Puchar UEFA      | 1Q    | Spartak Trnawa | 1–0 | 1–0    | 2–0     |
| 2006/07 | Puchar UEFA      | 2Q    | Slavia Praga   | 0–2 | 0–0    | 0–2     |